# エコープラナー法
エコープラナー法（—ほう、echo planar imaging, EPI）とは、超高速核磁気共鳴画像法 (MRI) のひとつ。
90°パルスのあと x-y 平面内の磁化は横緩和により減衰するが、磁化が消滅しないうちに位相エンコードのステップにより連続的なグラジエントエコーを発生させ、画像再構成に必要なすべてのデータを集めてしまう方法。位相エンコードをデータ収集の間も連続的に行う方法と、各データ収集の間に行うフリップ法がある。
FID信号を用いる方法 (FID-EPI, GRE-EPI) では、90°パルスの後エコー信号を収集し、スピンエコーを用いる方法（SE-EPIでは90°-180°パルス）の後に生ずるスピンエコー信号を収集する。いずれの場合も信号の継続時間はT2*であり、画像データをT2*の間に収集することが必要で、傾斜磁場の反転を高速に行うための強い傾斜磁場システムが必要となる。
1回の励起パルスのみで画像を構成するシングルショット（ワンショット）EPIに対し、マルチショットEPIは、何回かのRFパルスによるエコートレインのデータを合わせて1枚の画像を作ることにより、高い空間分解能を保つことができる。1回の90°パルスの後いくつかの180°パルスを印加し、マルチエコーを発生させ、その間に傾斜磁場エコー を発生させて全画像データを集める方法をハイブリッドEPIとよぶ。これはシングルショットのGRASE法（TGSE法）である。EPI法の応用としては、3次元スキャンをEPIによって超高速に行うことや、分子の動きをfreezeできることを用いた拡散の測定（拡散強調画像）などがある。